# إس. رايت
إس. رايت (بالإنجليزية: Willard Huntington Wright) (و. 1888 – 1939 م) هو كاتب، وكاتب سيناريو، وروائي، وصحفي، وناقد أدبي أمريكي، ولد في شارلوتسفيل، توفي في نيويورك، عن عمر يناهز 51 عاماً.

## التعليم
تعلم في جامعة هارفارد.

## وصلات خارجية
- إس. رايت على موقع IMDb (الإنجليزية)
- إس. رايت على موقع الموسوعة البريطانية (الإنجليزية)
- إس. رايت على موقع أول موفي (الإنجليزية)
- إس. رايت على موقع قاعدة بيانات الأفلام السويدية (السويدية)
- إس. رايت على موقع إن إن دي بي (الإنجليزية)
- إس. رايت على موقع قاعدة بيانات الفيلم (الإنجليزية)
- إس. رايت على موقع كينوبويسك (الروسية)